# Італійці Хорватії

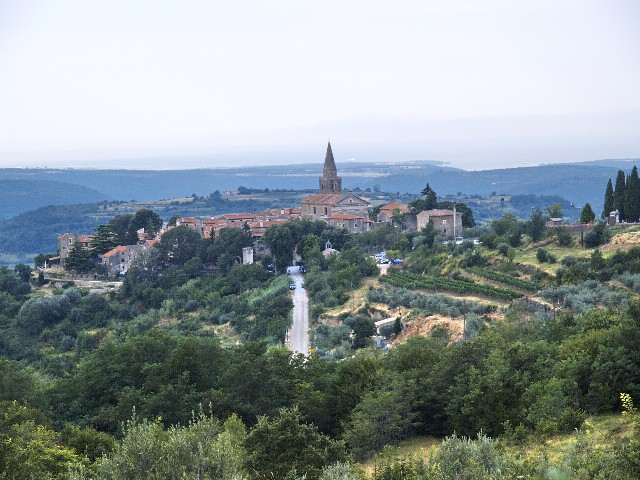
Село Грожнян/Grisignana є єдиним муніципалітетом у Хорватії, більшість населення якого складають італійці

Італійці Хорватії — національна меншина, визнана Конституцією Хорватії.

## Історія
Італійці Хорватії — нащадки далматинців та істріян, які походять з часів Середньовіччя від романізованих іллірійців та венеційців. В останні два століття деякі італійці переїхали з італійського півострова.
В Істрії є великі громади італійців (близько 7 % населення), тоді як в Далмації є лише невеликі італійські групи, які походять від романомовного населення.
На початку ХХ століття італійська громада була значною, здебільшого у найважливіших прибережних центрах Істрії та в деяких центрах в Кварнері та Далмації. Згідно з австрійськими переписами населення в 1880, 1890, 1900 і 1910 роках, в істрійському географічному регіоні розмовляли італійською мовою від 37,59 % (1910) до 41,66 % (1880) від загальної кількості населення.
У Рієці італійці були більшістю в муніципалітеті (48,61 % у 1910 р.), крім великої хорватської громади (25,95 % у тому ж році), існувала також прекрасна угорська меншина (13,03 %).

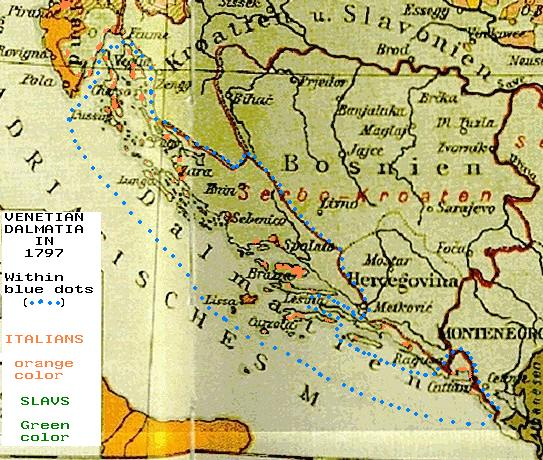
Австрійська лінгвістична карта 1896 року. Оранжевим виділено області, де найпоширенішою рідною мовою була італійська, тоді як зеленим — ті, де слов'янські мови

З пробудженням національної свідомості розпочалася боротьба між італійцями та слов'янами за панування над Істрією та Далмацією. Італійська громада в Далмації була майже скасована внаслідок цього зіткнення:
- Між 1848 і 1918 рр. Австро-Угорська імперія — особливо після третьої війни за незалежність (1866 р.) підтримала створення слов'янської етнічної групи для протидії іредентизму італійського населення.

Політика співпраці з місцевими сербами дозволила італійцям завоювати муніципальну адміністрацію Рагузи в 1899 році. У 1909 році італійська мова була заборонена, в усіх громадських будівлях італійці були витіснені з муніципальних адміністрацій.
- Після Першої світової війни відбувся вихід кількох тисяч італійських далматинців до Задару та Італії.
- На короткий період під час вторгнення в Югославію (1941—1943 рр.) до Королівства Італія було включено губернаторство Далмація з трьома провінціями: Задаром, Сплітом і Котором.
- Після Другої світової війни вся Далмація та майже вся Істрія були приєднані до Югославії. Більшість італійців з 1943 року до кінця 1950-х залишили Югославію. Італійці, які залишилися в Югославії, були визнані національною меншиною з власним прапором.

Вони обирають спеціального представника до хорватського парламенту.

## Італійська громада в Хорватії сьогодні

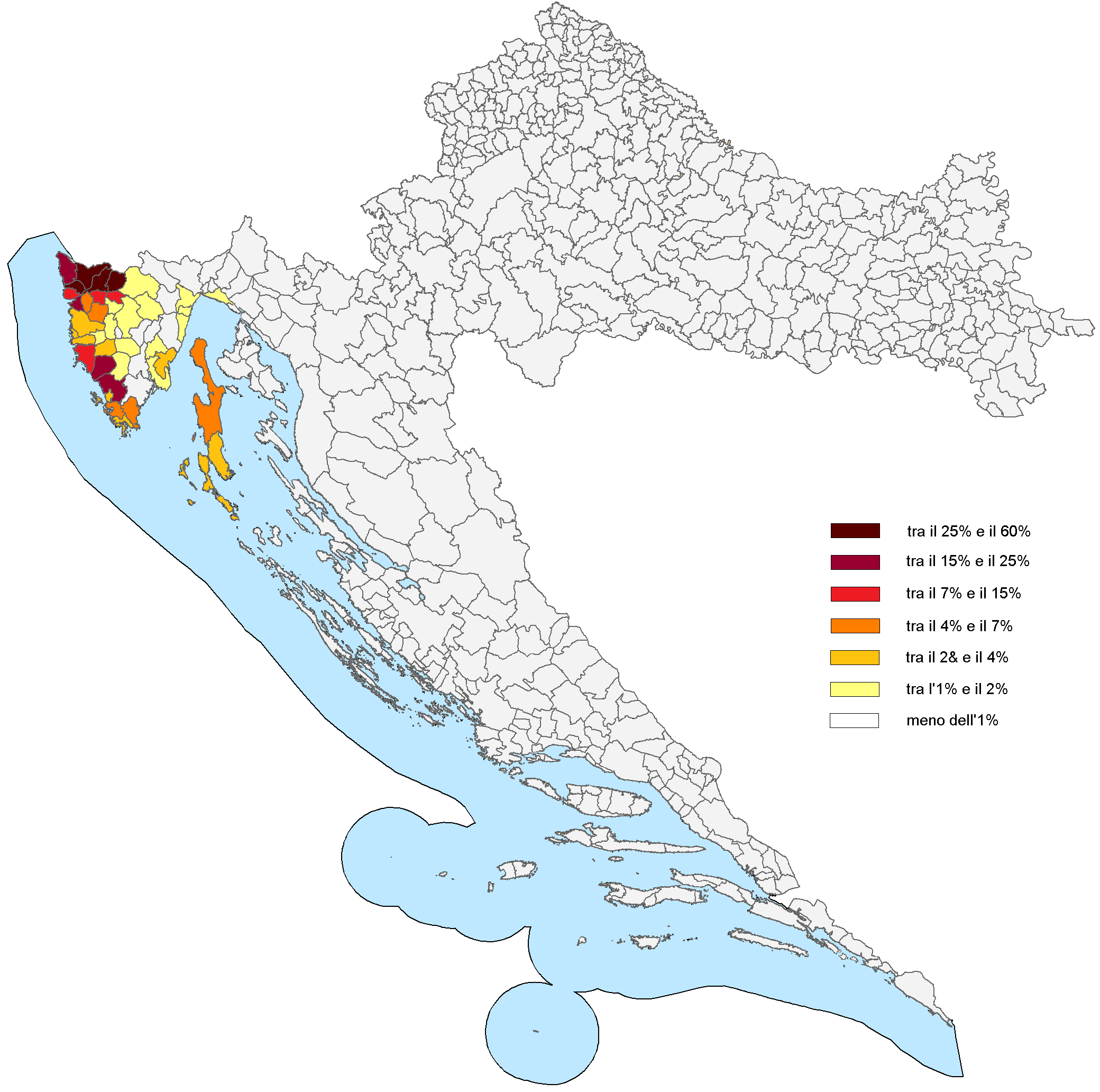
Італійськомовний відсоток у Хорватії поділений на муніципалітет, згідно з переписом хорватських країн 2011 року

Після Першої світової війни багато територій Істрії та Далмації перейшли до Королівства Італія, зміцнюючи італійську більшість в Істрії та Далмації. Це населення було італійськомовне, розмовляло венеційським діалектом і жило як більшість населення в Істрії та Далмації до Другої світової війни. Після нацистсько-фашистської окупації Балкан слов'яномовне населення, яке слідувало за партизаном Тіто, розпочало переслідування італійського населення, яке кілька століть населяло Істрію та Далмацію. З часу перепису, проведеного в Хорватії 29 червня 2014 року шляхом самосертифікації (дані Італійського союзу), в Хорватії проживає 34 345 італійців: згідно з офіційними даними перепису 2001 року, 20 521 заявили, що носіями мови є італійська а 19 636 бути італійською національністю). Італійські хорвати створюють 51 місцеву італійську національну громаду та організовані в Італійському союзі (UI).
Існує Італійський союз Хорватії та Словенії, хорватсько-словенська організація з основним місцем розташування в Фіуме — Рієка та центром в Каподістрії — Копер Словенії.
В Хорватії існують дві основні групи італійців, створені за географічним походженням:
- Істрійські італійці
- Далматинські італійці

За даними хорватського перепису населення 2011 року, італійців Хорватії налічується 17 807, або 0,42 % від загальної кількості хорватського населення. Вони проживають в графстві Істрія.
Італійці переважно поселяються в районі Істрії, островів Кварнер та Рієка. У прибережній Далмації залишилось лише 500, майже всі вони в Задарі та Спліті.
Деякі муніципальні статути визнають їх корінним населенням: в частині Істрії (як в хорватському регіоні Істрія, так і в чотирьох прибережних муніципалітетах Словенії), в частині регіону Рієка (Приморсько-гірський край) і в Лошинський архіпелаг, тоді як на решті Кварнера та в Далмації їм особливий статус не надається.
У місті Рієка, де знаходиться найбільша італійська газета в Хорватії, а також деякі школи італійською мовою, офіційно налічується близько 2300 італійців, хоча місцева італійська громада в Рієці налічує приблизно 7500 членів.
Протягом 19 століття значна кількість італійських майстрів переїхала жити в Загреб та Славонію (Пожега), де дотепер мешкає багато їхніх нащадків. Місцева громада італійців була сформована в Загребі, яка в основному об'єднує серед своїх членів нещодавніх іммігрантів з Італії.
У хорватській Істрії є невелика етнічна спільнота, населення, яке походить з Румунії, чия мова, латинська та подібна до румунської, перебуває під загрозою вимирання на користь хорватської.
Згідно з переписом населення 2001 року, муніципалітети Хорватії з найбільшим відсотком італійськомовних жителів були всі в Істрії (переважно в районах колишньої зони B Вільної території Трієста):
- Grisignana : 66,11 %
- Вертенельйо : 41,29 %
- Буйє : 39,66 %
- Портоле : 32,11 %
- Валле-д'Істрія : 22,54 %
- Умаго : 20,70 %
- Діньяно : 20,03 %

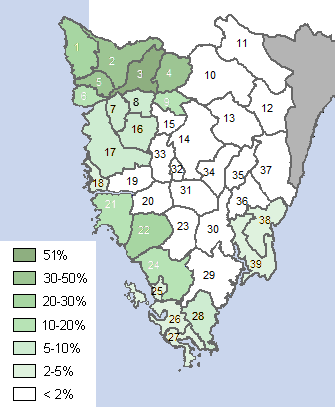
Регіон Істрії Хорватії: розподіл носіїв італійської мови за муніципалітетами під час перепису населення 2001 року.

Італійці фактично зникли з островів середньої та південної Далмації під час правління Тита, тоді як за часів Різорджіменто італійці все ще були численними в Ліссі та інших далматинських островах.
Навіть у містах Далмації відбулося подібне зменшення: у місті Спліт у 1910 році було понад 2082 італійців (9,75 % населення), тоді як сьогодні лише сотня залишається.
Останній удар по італійській присутності в Далмації та в деяких районах Кварнера та Істрії стався в жовтні 1953 р., коли італійські школи в комуністичній Югославії були закриті, а учні змушені були перейти до хорватських шкіл.
Острів Лагоста належав Італії з 1920 року до кінця Другої світової війни. До 1910 року присутність італійських мовців на острові була малою. У 30-х роках близько половини жителів були італійськомовними, але вони майже повністю емігрували після закінчення Другої світової війни.
Деякі венеційські або італійськомовні сім'ї живуть на острові Лезіна, де створено Південний штаб Італії — імені письменника Лесіньяно Джованні Франческо Біонді — для всіх італійсько-хорватських Далмації.
Пелагоза (та її невеликий архіпелаг) був заселений разом з прилеглими островами в 1843 р. Разом з рибалками з Іскії, які продовжували говорити там на діалекті. Архіпелаг Пелагога не заселений.

## Освіта та італійська мова
У багатьох муніципалітетах регіону Істрія існують двомовні статути.
В Істрії є кілька італійських шкіл, особливо на територіях колишньої зони B: початкові школи в Бує, Умазі, Новіграді, Поречі, Пулі та Ровіні; середні школи в Пулі та Ровіні.
У місті Рієка в італійській школі є дитячі садки, початкова та середня школи.
У Задарі місцева громада італійців ініціювала створення італійського притулку з 2009 року. З 2017 року хорватська початкова школа пропонує вивчення італійської мови як іноземної. Курси італійської мови також були активовані в середній школі та на факультеті літератури та філософії.

## Прапор

Прапор італійської меншини СФР Югославії

Прапор італійців Хорватії — це етнічний прапор італійців, введений на підставі рішень організації, яка діє на території Словенії та Хорватії як вищий орган самоврядування італійської меншини в Хорватії та Словенії.